# Cerastium wilsonii
Cerastium wilsonii là loài thực vật có hoa thuộc họ Cẩm chướng. Loài này được Takeda mô tả khoa học đầu tiên năm 1910.